# Liebe unter weißen Segeln
Liebe unter weißen Segeln ist ein deutscher Fernsehfilm, der am 20. April 2001 im Ersten erstmals ausgestrahlt wurde. Er spielt auf einem Segelschulschiff.

## Handlung
Der verheiratete Kapitän des Segelschulschiffs Albatros, Gregor Simonis, und die Marine-Stabsärztin Dr. Karen Stendal haben eine heimliche Affäre. Als Gregors Bordarzt erkrankt, ergreift Karen die Gelegenheit und lässt sich als Vertretung des Mediziners auf die Albatros abkommandieren. Wider Erwarten bereitet Gregor seiner Geliebten einen kühlen Empfang und bleibt auch in den kommenden Tagen und Wochen seltsam zurückhaltend. Der Kapitän verweist immer wieder darauf, dass er ein verheirateter Mann ist und eine Vorbildfunktion gegenüber der Mannschaft erfüllen muss. Doch Karen spürt, dass diese Gründe vorgeschoben sind. Schließlich existiert Gregors Ehe seit geraumer Zeit nur noch auf dem Papier.
In Dünkirchen kommt der Journalist Thomas Sand an Bord der Albatros, um eine Reportage über Frauen in der Marine zu schreiben. Gleichzeitig buhlt der Hauptgefreite Brengel um die Gunst der attraktiven Schiffsärztin. Während des zweitägigen Landgangs in Lissabon bedrängt der Offiziersanwärter Karen so sehr, dass sie sich in ein Restaurant flüchtet, wo sie zufällig auf Sand stößt. Karen spielt eine Verabredung mit Sand vor, die ihr Brengel glaubt und sich fortan zurückhält. Nach dem Abend im Restaurant kommen sich Karen und Sand in einem Hotel näher. Als die Albatros ihre Reise fortsetzt und Gregor ein Sturz widerfährt, erfährt Karen durch eine Röntgenaufnahme den wahren Grund für Gregors abweisendes Verhalten: Gregor leidet an einem inoperablen Hirntumor und hat nur noch kurze Zeit zu leben. Karen teilt ihm mit, dass sie von ihm schwanger ist, doch aufgrund seiner unerträglichen Schmerzen lässt sich Gregor eines Nachts über die Reling fallen. Sand, der die Vaterrolle für das Kind übernimmt, und Karen werden ein Paar. Unter dem neuen Kapitän, dem bisherigen ersten Offizier Hannes Meier, bleibt Karen Bordärztin der Albatros.

## Filmreihe
Der Film gilt als Pilotfilm der Filmreihe Unter weißen Segeln.